# Barbières
Barbières là một xã thuộc tỉnh Drôme trong vùng Auvergne-Rhône-Alpes đông nam nước Pháp. Xã Barbières nằm ở khu vực có độ cao từ 389-1322 mét trên mực nước biển.